# Фальмента
Фальмента (італ. Falmenta, п'єм. Falmenta) — муніципалітет в Італії, у регіоні П'ємонт,  провінція Вербано-Кузіо-Оссола.
Фальмента розташована на відстані близько 560 км на північний захід від Рима, 135 км на північний схід від Турина, 16 км на північ від Вербанії.
Населення — 140 осіб (2014).
Щорічний фестиваль відбувається 10 серпня. Покровитель — святий мученик Лаврентій.

## Демографія
Населення за роками:

Станом на 31 грудня 2014 року в муніципалітеті офіційно проживало 5 іноземців з 4 країн, серед них 2 громадяни країн Євросоюзу.

## Сусідні муніципалітети
- Аурано
- Каннобіо
- Кавальйо-Спочча
- Гурро
- М'яццина
- Трарего-Віджона